# 안데스콘도르

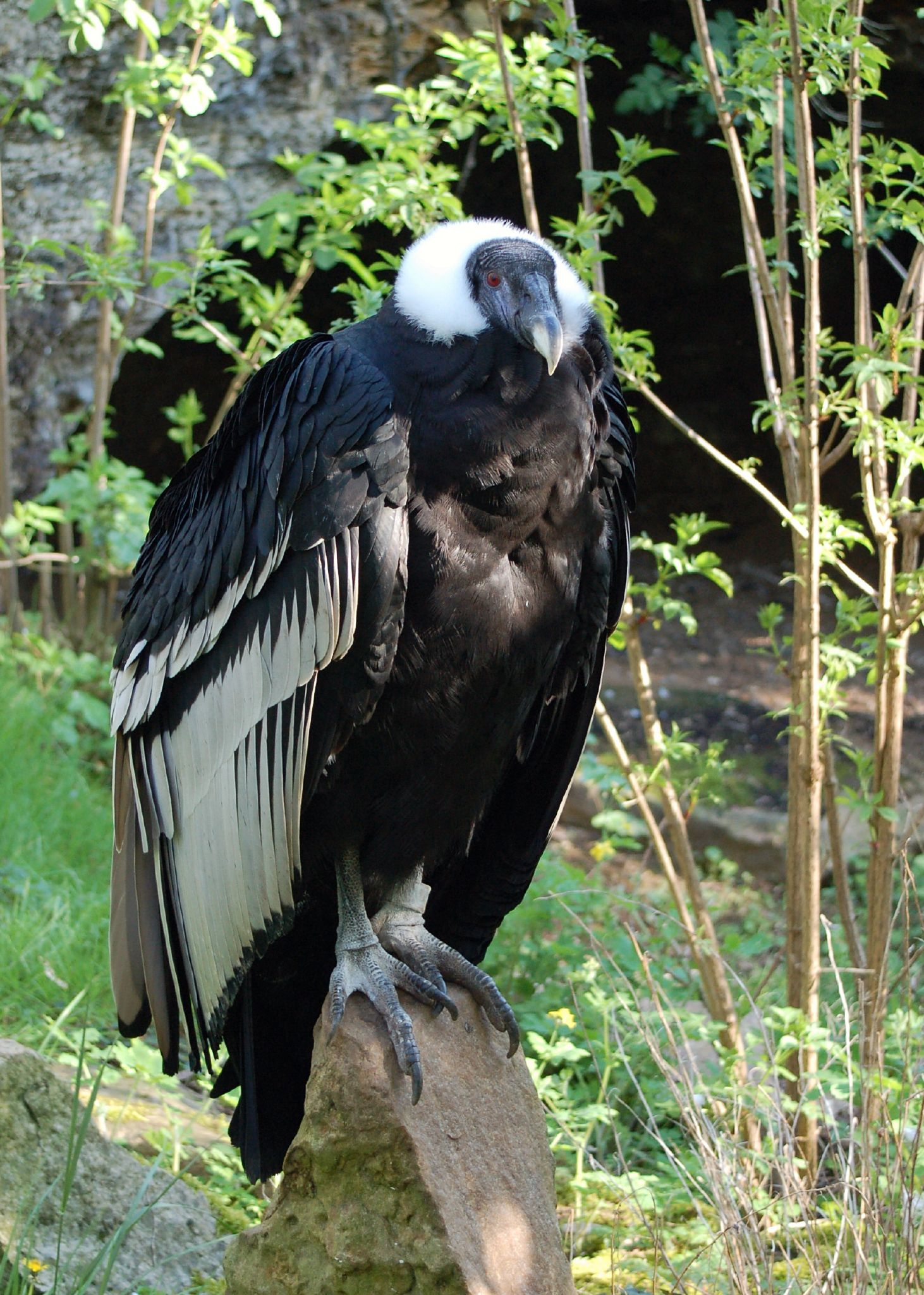
암컷

안데스콘도르(Andean condor, Vultur gryphus)는 콘도르과에 속하는 남아메리카의 새로, Vultur 속에 속하는 유일한 새이다. 안데스산맥 및 남아메리카 서쪽에 인접한 태평양 해안에서 볼 수 있는 안데스콘도르는 날개 길이가 최대 3.2미터 (10피트 6인치)에 이른다.
안데스콘도르는 아르헨티나, 볼리비아, 칠레, 콜롬비아, 에콰도르, 페루의 상징이며, 안데스 지역의 신화와 민속에서 중요한 역할을 한다. 안데스콘도르는 IUCN에 의해 취약종으로 지정되어 있다.

## 기타
국내에선 서울대공원 맹금사에서 다량의 개체를 보유하고 있다.

## 같이 보기
- 콘도르 (조류)